# Zámostí-Blata
Zámostí-Blata est une commune du district de Jičín, dans la région de Hradec Králové, en République tchèque. Sa population s'élevait à 125 habitants en 2022.

## Géographie
Zámostí-Blata se trouve à 8 km à l'ouest-nord-ouest de Jičín, à 50 km au nord-ouest de Hradec Králové et à 74 km au nord-est de Prague.
La commune est limitée par Mladějov au nord-ouest et au nord, par Holín à l'est et au sud, et par Samšina au sud et au sud-ouest.

## Histoire
La première mention écrite de la localité date de 1542.

## Administration
La commune se compose de deux sections :
- Blata
- Zámostí

## Transports
Par la route, Zámostí-Blata se trouve à 9,5 km de Jičín, à 58 km de Hradec Králové et à 82 km de Prague.